# Drajna
Drajna község Prahova megyében, Munténiában, Romániában.  A hozzá tartozó települések: Cătunu, Ciocrac, Drajna de Jos, Drajna de Sus, Făget, Ogretin, Piatra, Pițigoi, Plai, Podurile és Poiana Mierlei. A községközpont Drajna de Sus.

## Fekvése
A megye északkeleti részén található, a megyeszékhelytől, Ploieștitől, harmincnyolc kilométerre északra, a Teleajen folyó valamint a Drajna patak mentén.

## Története
A 19. század végén Drajna mai területén négy község osztozott, melyek mindegyike Prahova megye Teleajen járásához tartozott: 
- Drajna de Jos község, melyhez Drajna de Jos, Făgetul, Podurile és Chirițești falvak tartoztak, összesen 2277 lakossal, melyből 1670 fő a községközpontban, Drajna de Jos-on élt. A községnek ekkor volt egy 1870-ben épített iskolája és két temploma, melyek közül az egyiket 1844-ben Alexandru Filipescu építtette, a másikat pedig 1879-ben szentelték fel. Hozzá tartozott még két vízimalom valamint egy kallómalom a Teleajen folyón és még egy vízimalom a Drajna folyón, Făgetul falu területén.
- Drajna de Sus község, melynek ezen időszakban 1020 lakosa volt. A községben volt két templom: az egyiket 1852-ben Negoiță Pântea építtette, a másikat 1872-ben szentelték fel és a Bolânceștiek templomaként említik.
- Cătunul község, mely Cătunu valamint Poiana Mierlei falvakból állt, 720 lakossal. 1864-ben szakadt el Drajna de Sus községtől. Ezen időszakban sem iskolája sem pedig temploma nem volt még.
- Ogretin községnek ekkor 720 lakosa volt. 1877-ben vált ki Râncezi községből. A község területén volt egy 1886-ban épített iskola, egy 1817-ben felszentelt templom valamint két vízimalom az Ogretin patakon.

1925-ös évkönyv szerint Drajna de Jos, Drajna de Sus és Ogretin községek a Văleni járáshoz tartoztak. Cătunu községek ekkorra már megszüntették, területét Ogretin községhez csatolták. Chirițești falva pedig elnéptelenedett.
1950-től mindhárom község a Prahovai régió Vălenii de Munte rajonjához került, majd a Ploiești régió Teleajen rajonjához csatolták őket. 
1968-ban ismét megyerendszert vezettek be az országban, a három községet Drajna néven egyesítették, és így az újból létrehozott Prahova megye része lett.

## Lakossága
| Nemzetiségek | 2002 | 2002   |
| ------------ | ---- | ------ |
| Románok      | 5744 | 99,70% |
| Romák        | 17   | 0,29%  |
| Összesen     | 5761 | 100,0% |

## Látnivalók
- „Sfântul Dumitru și Paraschiva” ortodox templom - 1817-ben épült.
- Vízimalom - a 19. században épült.
- Filipescu udvarház - a 19. században épült.
- Népi tradicionális építészeti műemlékek, lakóházak.

## Külső hivatkozások
- A település honlapja
- Adatok a településről
- asociatiaturismprahova.ro Archiválva 2016. július 12-i dátummal a Wayback Machine-ben
- 2002-es népszámlálási adatok
- Marele Dicționar Geografic al României